# Слобідка (Лохвицька міська громада)
Слобі́дка —  село в Україні, у Лохвицькій міській громаді Миргородського району Полтавської області. Населення становить 24 осіб. До 2020 року Орган місцевого самоврядування — Гирявоісковецька сільська рада.

## Географія
Село Слобідка знаходиться на березі річки Артополот, вище за течією на відстані 2 км розташоване село Погарщина, нижче за течією на відстані 1 км розташоване село Старий Хутір.

## Історія
12 червня 2020 року, відповідно до розпорядження Кабінету Міністрів України № 721-р «Про визначення адміністративних центрів та затвердження територій територіальних громад Полтавської області», село увійшло до складу Лохвицької міської громади.
19 липня 2020 року, в результаті адміністративно - територіальної реформи та ліквідації Лохвицького району, село увійшло до складу новоутвореного Миргородського району Полтавської області.

## Економіка
- Біля села багато нафтових та газових свердловин.